# Jalutorovskij rajon
Lo Jalutorovskij rajon (in russo Ялуторовский район?) è un rajon dell'Oblast' di Tjumen', nella Russia asiatica; il capoluogo è Jalutorovsk. Istituito nel 1923, ricopre una superficie di 2800 chilometri quadrati ed ospitava nel 2010 una popolazione di circa 15.000 abitanti.